# Szlovákia államfőinek listája
| az Első Szlovák Köztársaság elnöke(i) (1939-1945) | az Első Szlovák Köztársaság elnöke(i) (1939-1945) | az Első Szlovák Köztársaság elnöke(i) (1939-1945) | az Első Szlovák Köztársaság elnöke(i) (1939-1945) | az Első Szlovák Köztársaság elnöke(i) (1939-1945) | az Első Szlovák Köztársaság elnöke(i) (1939-1945) |
| ------------------------------------------------- | ------------------------------------------------- | ------------------------------------------------- | ------------------------------------------------- | ------------------------------------------------- | ------------------------------------------------- |
| 1                                                 |                                                   | Jozef Tiso (1887–1947)                            | 1939. október 26.                                 | 1945. április 3.                                  | Szlovák Néppárt                                   |
| a Második Szlovák Köztársaság elnökei (1993-)     |                                                   |                                                   |                                                   |                                                   |                                                   |
| #                                                 | Kép                                               | Elnök                                             | Terminus                                          | Terminus                                          | Párt                                              |
| #                                                 | Kép                                               | Elnök                                             | Kezdete                                           | Vége                                              | Párt                                              |
| 1                                                 |                                                   | Michal Kováč (1930–2016)                          | 1993. március 2.                                  | 1998. március 2.                                  | Néppárt – Demokratikus Szlovákiáért Mozgalom      |
| 2                                                 |                                                   | Rudolf Schuster (1934–)                           | 1999. június 15.                                  | 2004. június 15.                                  | Független                                         |
| 3                                                 |                                                   | Ivan Gašparovič (1941–)                           | 2004. június 15.                                  | 2014. június 15.                                  | Mozgalom a Demokráciáért                          |
| 4                                                 |                                                   | Andrej Kiska (1963–)                              | 2014. június 15.                                  | 2019. június 15.                                  | Az Emberekért                                     |
| 5                                                 |                                                   | Zuzana Čaputová (1973–)                           | 2019. június 15.                                  | 2024. június 15.                                  | Progresszív Szlovákia                             |
| 6                                                 |                                                   | Peter Pellegrini (1975–)                          | 2024. június 15.                                  | hivatalban                                        | Hang – Szociáldemokrácia                          |

## Forrás
Rulers.org Szlovákia